# 반찰음
반찰음(半擦音)은 기식에 의해 마찰된 음이다.
- [h] 무성 성문 마찰음
- [ɦ] 유성 성문 마찰음